# Goldmonaden
Die Goldmonaden (Ochromonadales, Syn.: Chrysomonadales) sind ein Taxon der Goldalgen und zählen zum morphologischen Typ der Geißelträger (Flagellaten). 

## Beschreibung
Die Zellen der Goldmonaden sind nackt, mit Periplast, einer als Zellhülle verdickten Protoplasmaschicht (plasmatische Außenmembran) oder mit Hüllen oder Gehäusen, die vom Periplasten abgeschieden werden. Wenn Hüllen vorhanden sind liegen diese dem Protoplast eng an. Bei der Familie Coccolithophoridaceae existieren kieseligen Schuppen oder Kalkkörperchen als Ein- oder seltener als Auflagerungen. Einige Arten habe ein inneres Kieselskelett. Andere Gattungen bilden innerhalb ihrer Zellen endogene Zysten. 
Die Goldmonaden besitzen gelbe bis braune Farbkörper und ein bis zwei Geißeln. Kolonien der Art Dinobryon sertularia aus der Familie der Ochromonadaceae finden sich häufig im Plankton nährstoffreicher Gewässer.

## Innere Systematik
Die Goldmonaden teilen sich wie folgt auf:
- Chromulineae
  - Mallomonadaceae
- Isochrysidineae
  - Coccolithophoridaceae
  - Syncryptaceae
  - Synuraceae
- Ochromonadineae
  - Ochromonadaceae